# Fraunhoferstraße (métro de Munich)
Fraunhoferstraße (en allemand : U-Bahnhof Fraunhoferstraße) est une station de la section commune aux lignes U1 et U2 du métro de Munich. Elle est située, sous la Fraunhoferstraße, dans le quartier d'Isarvorstadt, dans le secteur de Ludwigsvorstadt-Isarvorstadt à Munich en Allemagne.
Mise en service en 1980, elle est desservie, par les rames des lignes U1 et U2, mais aussi par les rames des lignes d'exploitation en renfort U7 et U8.

## Situation sur le réseau

Plan du métro (2020).

Établie en souterrain, Fraunhoferstraße est une station de passage de la section commune aux lignes U1 et U2. Elle est située entre la station Sendlinger Tor, en direction des terminus : (U1) Olympia-Einkaufszentrum et (U2) Feldmoching, et la station Kolumbusplatz, en direction des terminus : (U1) Mangfallplatz et (U2) Messestadt Ost,,.
Elle dispose d'un quai central encadré par les deux voies de la section commune (U1/U2). Elle est également desservie par les rames des lignes de renforts de l'exploitation U7 et U8,,.

## Histoire
La station Fraunhoferstraße est mise en service le 18 octobre 1980, lors de l'ouverture à l'exploitation des 16 km de la ligne dénommée, à cette époque, U8, de Scheidplatz à Neuperlach Süd (alors dénommée Bague Innsbrucker). Elle est nommée comme la rue située au-dessus, qui doit son nom au physicien Joseph von Fraunhofer. En raison de sa proximité avec la rivière Isar, la ligne a été réalisée par des tunneliers individuels qui ont creusé un tube par voie. Ils débouchent dans la station qui dispose de deux lignes de colonnes renforcées revêtues de petits carreaux de mosaïque jaunes.

## Services aux voyageurs

### Accès et accueil
En souterrain, la station est située sous la Fraunhoferstraße, entre l'intersection avec la Klenzesstraße, au nord, et l'intersection avec la Reichenbachstraße et la Baaderstraße, au sud. Elle dispose de deux bouches et une mezzanine au nord et également deux bouches et une mezzanine au sud, complétée par deux ascenseur, l'un entre la surface et la mezzanine sud et l'autre entre la surface et le sud du quai. Les bouches sont équipées d'un escalier fixe et d'un escalier mécanique. Elle dispose d'automates pour l'achat de titres de transport.

Installations
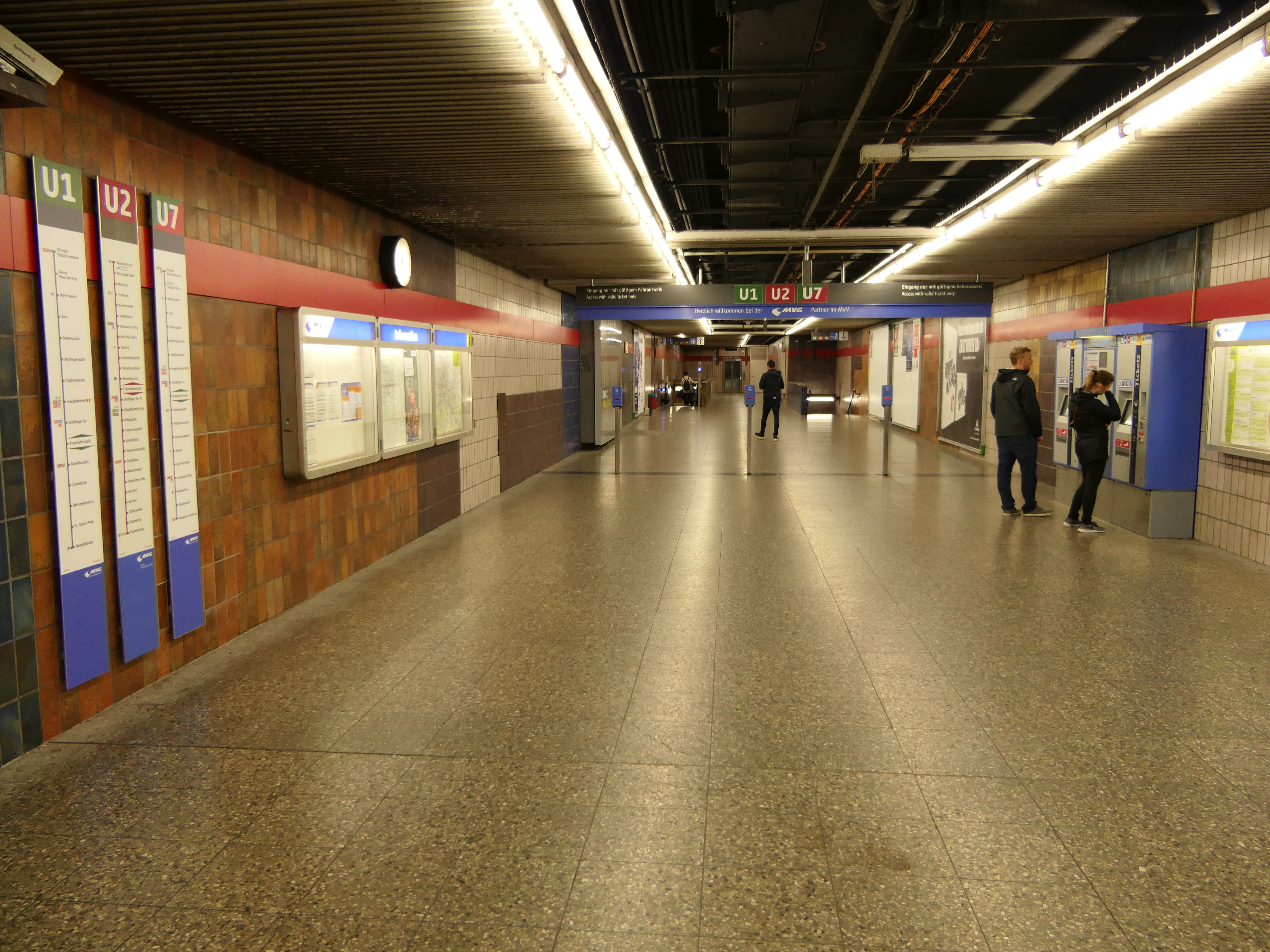
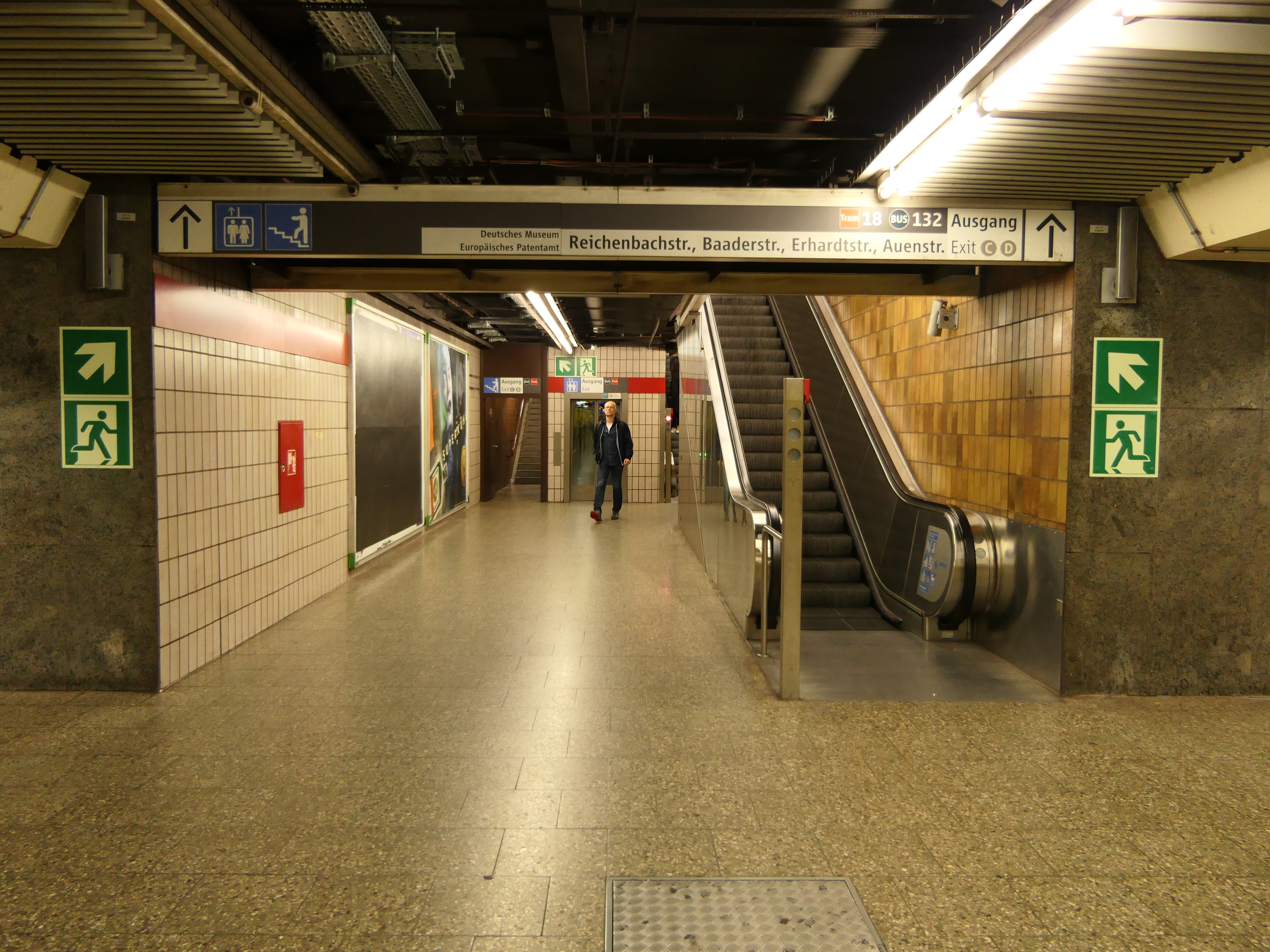
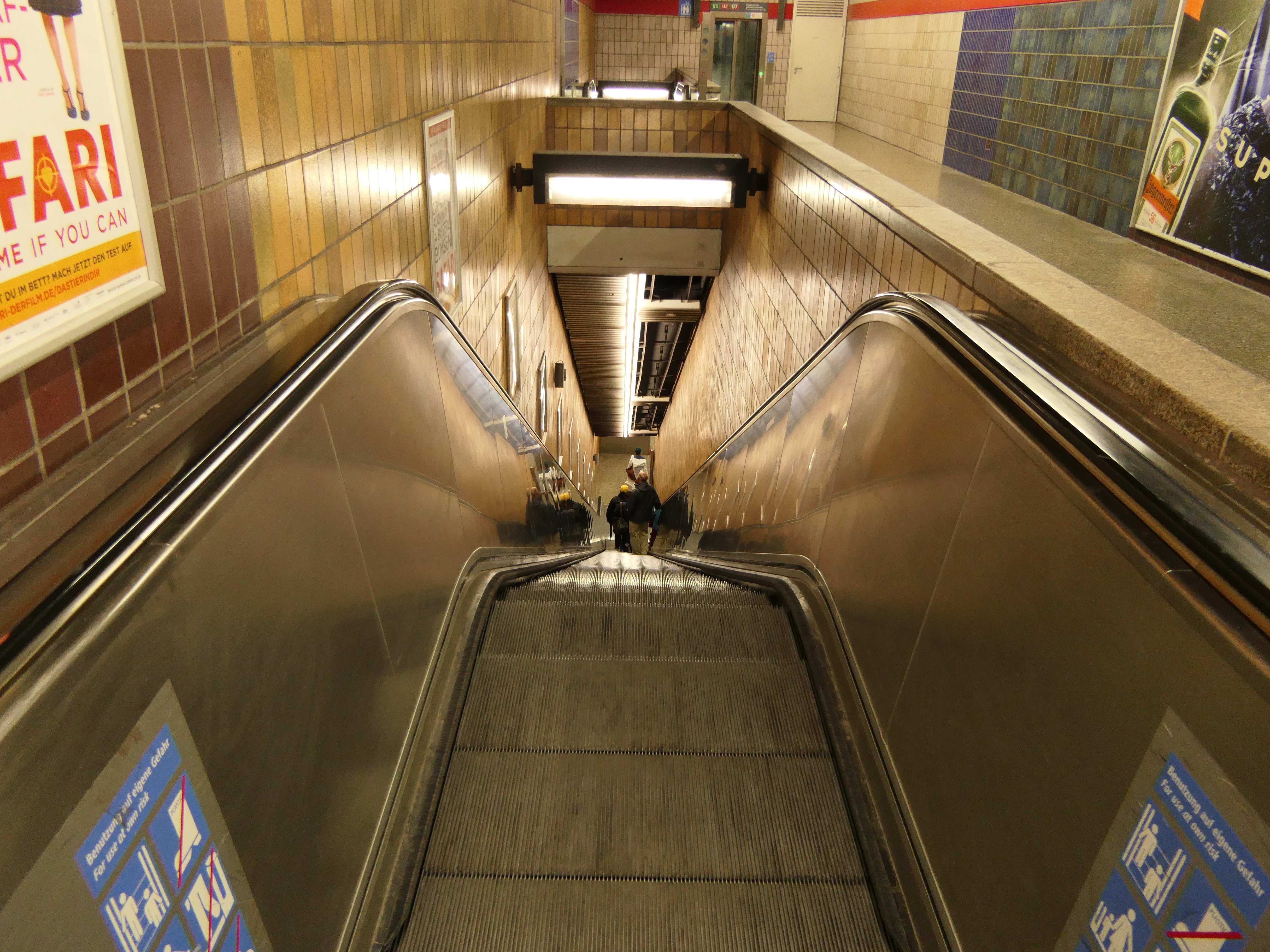

### Desserte
Fraunhoferstraße (U1/U2) est desservie par les rames des lignes U1 et U2, mais aussi par les rames des lignes de renforts U7 et U8.

Installations
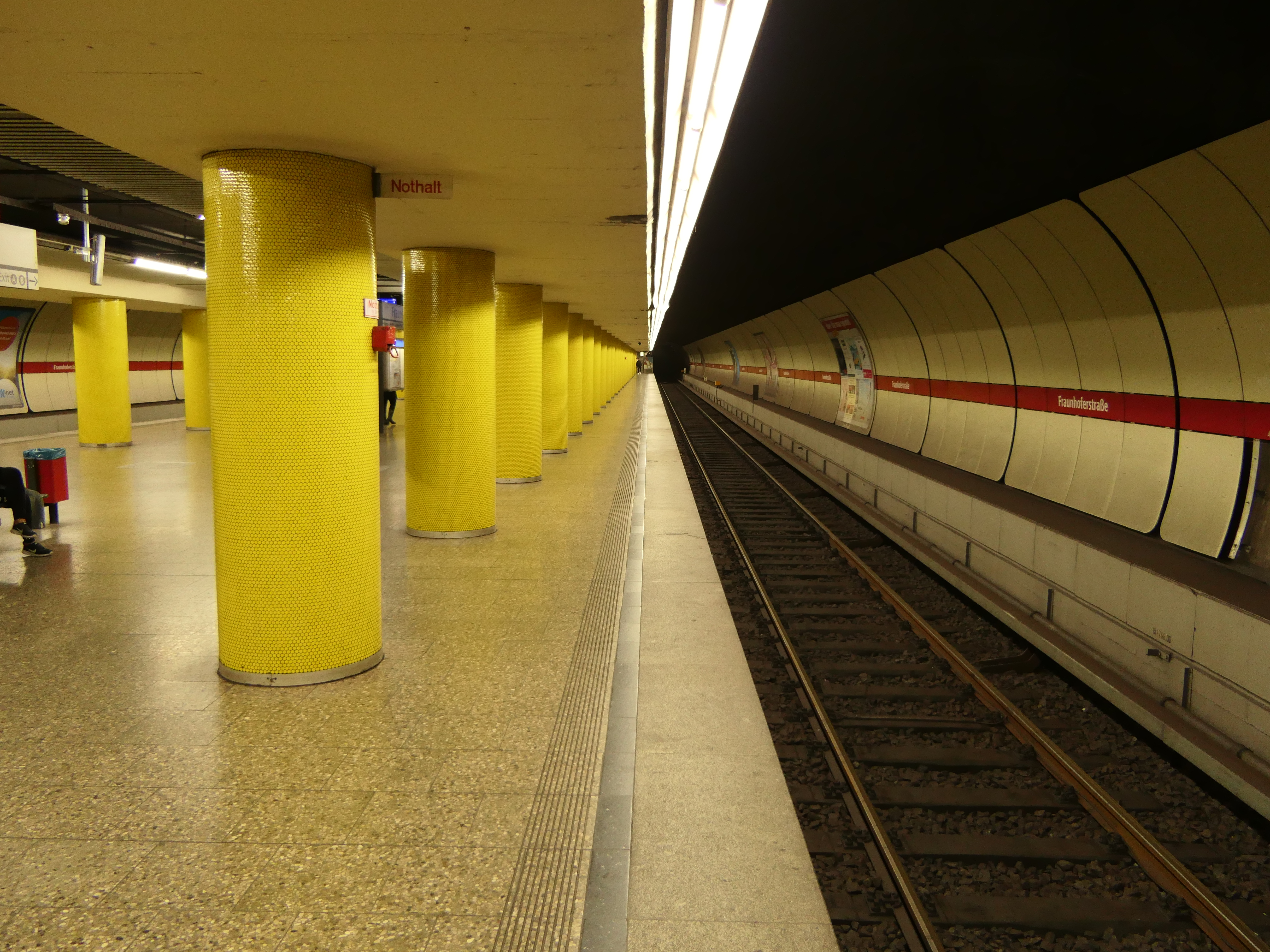
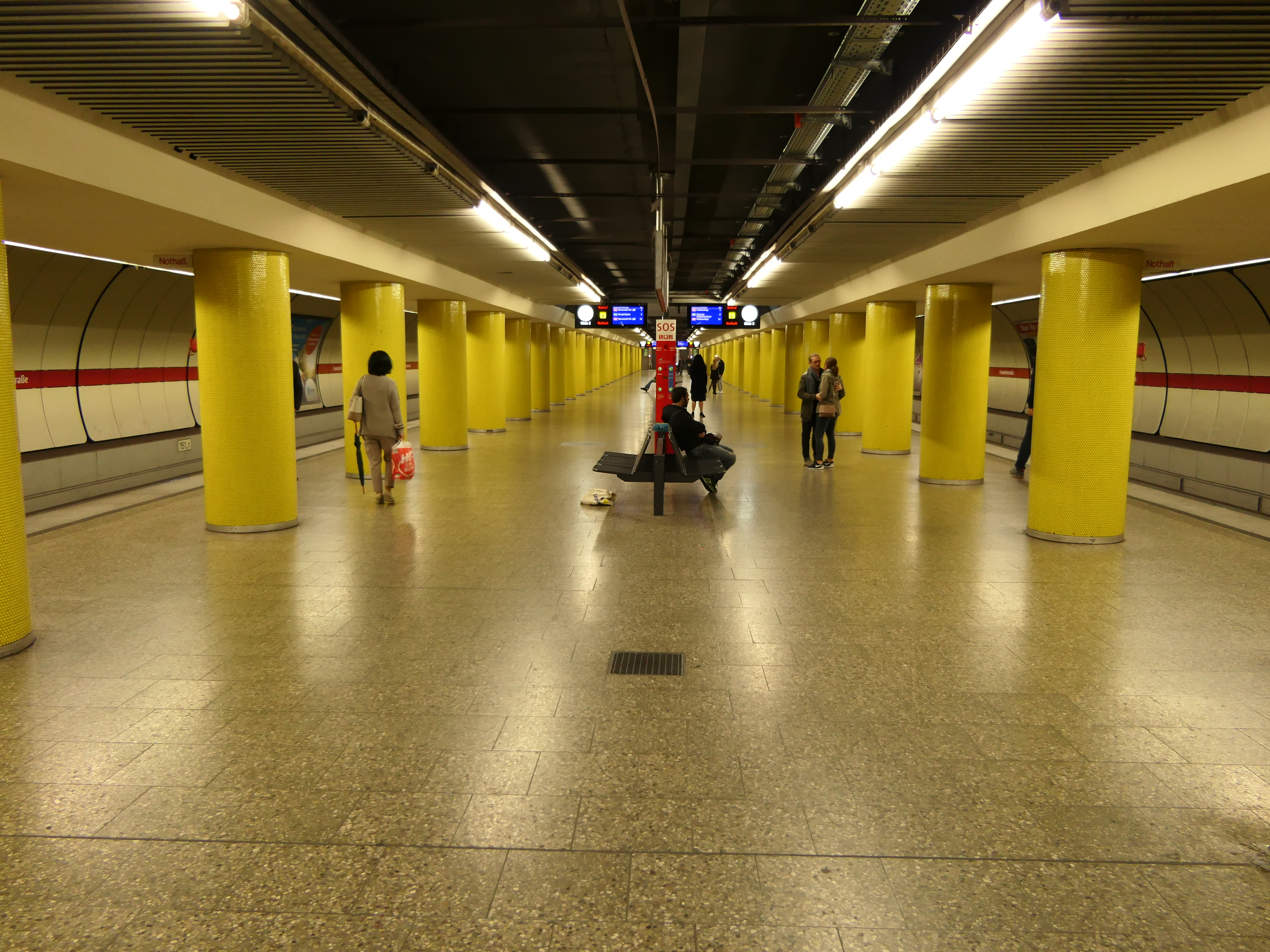
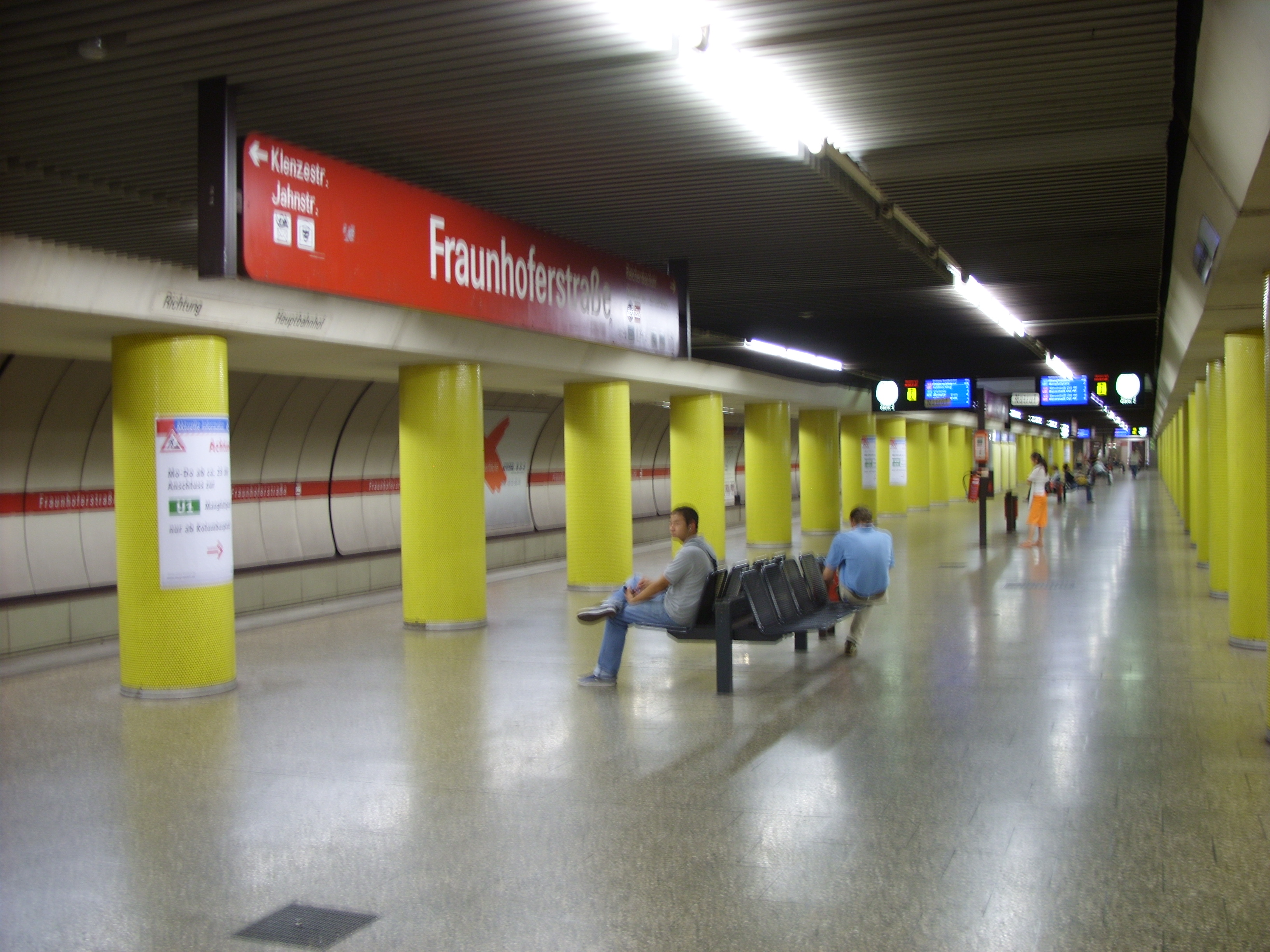

### Intermodalité
La station est en correspondance avec une station du tramway desservie par les lignes 18 et N27. À proximité des arrêts de bus sont desservis par la ligne 132.